# Draconarius schenkeli
Draconarius schenkeli là một loài nhện trong họ Amaurobiidae.
Loài này thuộc chi Draconarius. Draconarius schenkeli được Paolo Marcello Brignoli miêu tả năm 1978.